# Centrale solaire photovoltaïque de Bugnicourt
La centrale solaire photovoltaïque de Bugnicourt  est un projet de construction d'une centrale solaire photovoltaïque à Bugnicourt, dans le Nord, en France, prévu pour être opérationnelle dans les années 2020.

## Description
Ce projet vise à produire de l'électricité à partir de panneaux solaires installés sur une ancienne décharge,, sise au nord-ouest du finage de la commune de Bugnicourt, en direction de Cantin. 